# Новоукраїнка (Луцький район)
Новоукраї́нка — село в Україні, у Луцькому районі Волинської області. Входить до складу Колківської селищної громади. Населення становить 211 осіб.

## Географія
Селом протікає річка Рудка.

## Історія
12 червня 2020 року, відповідно до розпорядження Кабінету Міністрів України № 708-р «Про визначення адміністративних центрів та затвердження територій територіальних громад Волинської області», село увійшло у склад Колківської селищної громади.
19 липня 2020 року, в результаті адміністративно-територіальної реформи та ліквідації  Маневицького району, село увійшло до складу новоутвореного Луцького району.

## Населення
Згідно з переписом УРСР 1989 року чисельність наявного населення села становила 179 осіб, з яких 84 чоловіки та 95 жінок.
За переписом населення України 2001 року в селі мешкало 209 осіб. 100 % населення вказало своєю рідною мовою українську мову.

## Відомі люди
- Вікторія Гірин — українська футболістка, гравчиня національної збірної України.